# Angelika Niebler
Angelika Niebler, née le 18 février 1963 à Munich, est une femme politique allemande. Membre de l'Union chrétienne-sociale en Bavière (CSU), elle est députée européenne depuis 1999.

## Biographie
Après avoir obtenu son diplôme d'études secondaires (Abitur) en 1982 au Thomas-Mann-Gymnasium de Munich, Angelika Niebler étudie le droit à l'université Louis-et-Maximilien de Munich et à l'université de Genève. 
À partir de 1991, elle exerce la profession d'avocat à Munich. Elle travaille pour Hogan Lovells de 1991 à 1997 avant de rejoindre Beiten Burkhardt de 1997 à 2004. Jusqu'en 2015, elle exerce ensuite au sein du cabinet Bird & Bird à Munich avant de rejoindre Gibson, Dunn & Crutcher. Parallèlement à ses activités d'avocate, elle enseigne à l'université de sciences appliquées de Munich.
Membre de l'Union chrétienne-sociale en Bavière (CSU), elle est députée européenne depuis 1999. Au sein du Parlement européen, elle siège au sein du groupe du Parti populaire européen (PPE).